# Atletismo Chapín Xerez Deportivo FC
El Atletismo Chapín Xerez Deportivo es un club de atletismo de Jerez de la Frontera, España, fundado en 1989. Destacó especialmente en el atletismo masculino español durante la década de los años 2000, cuando conquistó consecutivamente ocho Campeonatos de España de Clubes, y cuatro Copas del Rey, entre otros títulos. 
Hasta 2014 se denominaba Club de Atletismo Chapín, pero con el acuerdo de colaboración alcanzado con la Asociación Deportiva Xerez Deportivo Fútbol Club ese año, paso a denominarse Atletismo Chapín Xerez Deportivo  y a lucir sus colores (azul y blanco) así como su emblema.

## Historia

### Fundación
El club fue fundado 1989, a raíz de la inauguración del Estadio Municipal de Chapín. Pronto empezó a destacar en la competición nacional, y en su primera temporada de vida logró el ascenso de Primera División a la División de Honor, máxima categoría de clubes del atletismo español. Esa misma temporada, sin embargo, el equipo femeninó descendió de Primera a Segunda División.

### Época Dorada (2000-2008)
En los años 2000, el apoyo económico de las instituciones públicas locales, y de patrocinadores como la marca de equpamiento deportivo Puma, permitieron al club dar un salto cualitivo y convertirse en el club más potente del atletismo masculino español durante casi una década. Fue campeón de la liga nacional de clubes de División de Honor, al aire libre, durante ocho temporadas consecutivas, entre 2001 y 2008, y de la Copa del Rey, en pista cubierta, en cuatro ocasiones: 2002, 2003, 2004 y 2006. Sus éxitos a nivel nacional durante esta época dorada se completaron con dos Copas de Clubes, en 2006 y 2007, y tres Campeonatos de España de Campo a Través, en la modalidad de cross corto, en 2004, 2005 y 2008. En el ámbito internacional, en 2002 debutó Copa de Europa de Clubes con un quinto puesto. Su mejor clasificación en la máxima competición continental de clubes fue el tercer puesto obtenido en 2007, tras el Luch moscovita y empatado a puntos con el equipo anfitrión, el Sporting Clube lisboeta, segundo gracias al mayor número de victorias parciales.
En 2007 el club anunció la retirada del equipo sénior femenino, que esa temporada había finalizado en tercera posición en la liga de División de Honor, al no poder afrontar económicamente la competición. Tan sólo un año más tarde, el club se vio obligado también a renunciar a la División de Honor, de la que era vigente campeón, debido a las deudas contraídas, a la falta de patrocinadores y al recorte en las subvenciones públicas.
Desde entonces, el club se ha basado en su faceta formativa y en las competiciones de campo a través y ruta. Su mayor éxito, en este sentido, es el campeonato de España de media maratón, por clubes, conquistado en 2010.

### Atletismo Chapín Xerez Deportivo FC
El 31 de julio de 2014 la Asociación Deportiva Xerez Deportivo Fútbol Club, tras decidir crear una sección de atletismo en su club, realiza un acuerdo de colaboración con el Club Atletismo Chapín, pasando éste a denominarse Atletismo Chapín Xerez Deportivo FC y a lucir sus colores y emblema en sus equipaciones.